# Naeema Ghani
Naeema Ghani (paschtunisch نعیمه غني; * 1983 bei Kabul) ist eine afghanische Kinderbuchautorin, Lehrerin und Aktivistin. Nach der Rückkehr der Taliban floh sie im Juni 2022 nach Berlin, wo sie heute mit ihrer Schwester lebt.

## Leben und Wirken
Ghani wuchs während des Krieges in Afghanistan auf, geprägt von Konflikten wie der russischen Invasion, dem Bürgerkrieg zwischen verschiedenen Mudschaheddin-Gruppen und dem NATO-Einsatz. Aufgrund des Bürgerkriegs in den 1990er-Jahren musste ihre Familie in die Provinz ziehen, wo es keine Schulen gab, sodass sie erst spät eine formale Schulbildung erhielt.
Im Erwachsenenalter zog Ghani zum Studium nach Kabul und begann 2009 mit ihrem Einsatz für die Rechte von Frauen und Mädchen. Trotz familiärer und sozialer Konflikte ließ sie sich nicht von ihrem Weg abbringen und wurde Mitglied des ersten literarischen Zirkels paschtunischer Frauen namens Mairman Adabi Baher.
Als Lehrerin unterrichtete sie Mädchen im Lesen und Schreiben. Inspiriert von ihren eigenen Erfahrungen und dem Wunsch, der nächsten Generation gute Geschichten zu bieten, begann sie mit dem Schreiben. Sie veröffentlichte 17 eigene Kinderbücher und übersetzte mehr als 50 weitere. Zudem gründete sie die Adabit Kodak Afghanistan National Foundation, die sich für Kinderliteratur und Bildungsrechte in Afghanistan einsetzt.
Ghani schrieb Artikel für die BBC, das King’s College und Sarkhat und unterstützte junge paschtunische Mädchen beim Schreiben. Sie ist Teil des Netzwerks Untold Narratives CIC, das marginalisierten Schriftsteller Sichtbarkeit verleiht.
Nach der Machtübernahme der Taliban im August 2021 blieb Ghani zunächst in Afghanistan und unterrichtete weiterhin jüngere Schülerinnen, da Mädchen ab der siebten Klasse nicht mehr zur Schule gehen durften. Sie engagierte sich medial und versuchte gemeinsam mit anderen, Verhandlungen mit den Taliban aufzunehmen, um Mädchen wieder den Schulbesuch zu ermöglichen, jedoch ohne Erfolg. Aufgrund ihres Engagements musste sie schließlich ihr Heimatland verlassen, da sie ihre Familie in Gefahr brachte.
In Berlin legt Ghani großen Wert darauf, die deutsche Sprache zu erlernen, um ihre Geschichten auch hier einem breiteren Publikum zugänglich zu machen. Sie wünscht sich, dass ihre Werke ins Deutsche übersetzt und veröffentlicht werden.